# NGC 3773
NGC 3773 је лентикуларна галаксија у сазвежђу Лав која се налази на NGC листи објеката дубоког неба.
Деклинација објекта је + 12° 6' 45" а ректасцензија 11h 38m 13,0s. Привидна величина (магнитуда) објекта NGC 3773 износи 12,3 а фотографска магнитуда 13,3. Налази се на удаљености од 17,0000 милиона парсека од Сунца. NGC 3773 је још познат и под ознакама UGC 6605, MCG 2-30-5, MK 743, IRAS 11356+1223, CGCG 68-14, KUG 1135+123, PGC 36043.